# Parmaksızlar, Güney
Parmaksızlar là một xã thuộc huyện Güney, tỉnh Denizli, Thổ Nhĩ Kỳ. Dân số thời điểm năm 2010 là 226 người.